# 7 eroiche carogne
7 eroiche carogne (Comando al infierno) è un film del 1969, diretto da José Luis Merino.

## Trama
Durante la Seconda Guerra Mondiale un gruppo di soldati americani è inviato a salvare il professor van Kolstrom obbligato dai tedeschi, in totale prigionia, ad elaborare un virus in grado di annientare il mondo e, soprattutto, in grado di abbattere le popolazioni che si oppongono alla supremazia tedesca. Gli americani giungono nella roccaforte che imprigiona il professore e, con l'aiuto della figlia di questi, cercano di sottrarlo alla prigionia. Il professore che nel frattempo sta concludendo l'elaborazione un virus potentissimo, viene portato in salvo dagli americani ma, durante un conflitto a fuoco finale, perde la vita portando con sé le sue conoscenze scientifiche.